# Ophioglossidae
Ver Pteridophyta para una introducción a las plantas vasculares sin semilla
Ophioglossidae es el nombre de un taxón de plantas perteneciente a la categoría taxonómica de Subdivisión, que en la moderna clasificación de Christenhusz et al. 2011 se corresponde con la clase Psilotopsida de Smith et al. 2006, que es por lo tanto un sinónimo de este taxón, y comprende dos órdenes: Psilotales y Ophioglossales además de  las familias Ophioglossaceae y Psilotaceae. Este grupo es monofilético. Debido a su característica morfología simplificada, que esconde los caracteres del grupo, estas familias no habían sido propuestas como hermanas antes, pero los análisis moleculares de ADN fueron rotundos al respecto. Algunos caracteres morfológicos que permiten apreciar su monofilia son los gametófitos axiales y en principio subterráneos, y sus raíces sin pelos radicales o ausentes, asociadas con hongos (micorrícicas), entre otros caracteres. Son hermanas de Polypodiidae, Marattiidae y Equisetidae, junto con todas ellas forman la división Monilophyta sensu Smith et al. (2006).
Es un grupo pequeño con cerca de 80 especies. 

## Filogenia
Introducción teórica en Filogenia
Como circunscripto según Christenhusz et al. 2011 (basada en Smith et al. 2006, 2008); es monofilético. Hasta no hace muchos años Psilotum era considerado un "fósil viviente", verdadero exponente vivo de las primeras plantas vasculares como Rhynia. A partir de varios estudios publicados desde 1995 por varios grupos de investigación, y consensuados luego gracias al robusto análisis molecular de ADN hecho por Pryer et al. 2001, se reconoce que la primera línea filogenética que difiere del resto de las monilofitas es la que reúne a Psilotaceae con Ophioglossaceae, relación que se mantuvo en la oscuridad durante mucho tiempo debido a la extrema simplificación presente en el esporófito de las dos familias. 
Ophioglossidae es por lo tanto la subclase más antigua de las monilofitas, hermana de todo el resto.
|  |

Una hipótesis alternativa (Bierhost 1977) consideraba que las psilotáceas eran helechos leptosporangiados reducidos, hipótesis basada principalmente en su gametófito subterráneo asociado con hongos ("micorrícico"), que las emparentaba quizás con Gleicheniales. Hoy está demostrado por los estudios moleculares que esta hipótesis es incorrecta.

## Taxonomía
Introducción teórica en Taxonomía
La clasificación más actualizada es la de Christenhusz et al. 2011 (basada en Smith et al. 2006, 2008); que también provee una secuencia lineal de las licofitas y monilofitas.
- Subclase: III Ophioglossidae Klinge, Fl. Est.-Liv-Churland 1: 94 (1882). Sinónimos: Psilotidae Reveal, Phytologia 79: 70 (1996).
  - Orden E. Ophioglossales Link, Hort. Berol. 2: 151 (1833). 1 familia.
    - Familia 5. Ophioglossaceae Martinov, Tekhno-Bot. Slovar : 438 (1820).  Sinónimos: Botrychiaceae Horan., Char. Ess. Fam. 15 (1847). Helminthostachyaceae Ching, Bull. Fan Mem. Inst. Biol. Bot. 10: 235 (1941). 5 géneros: Cheiroglossa,  Botrychium, Helminthostachys, Mankyua, Ophioglossum). Referencias: Hauk et al. (2003), Kato (1988), Sun et al. (2001), Wagner & Wagner (1983).

  - Orden F. Psilotales Prantl, Lehrb. Bot., ed. 5: 183 (1884). 1 familia.
    - Familia 6. Psilotaceae J.W.Griff. & Henfr., Microgr. Dict.: 540 (1855). Sinónimos: Tmesipteridaceae Nakai, Chosakuronbun Mokuroku [Ord. Fam. Trib. Nov.]: 206 (1943). 2 géneros: Psilotum, Tmesipteris). Referencias: Bierhorst (1977), Brownsey & Lovis (1987), Gensel (1977).

### ClasificaciónsensuSmithet al.2006
Clados y taxones superiores: Plantae (clado), Viridiplantae, Streptophyta, Streptophytina, Embryophyta, Tracheophyta, Euphyllophyta, Monilophyta, Clase Psilotopsida.
Circunscripción: 2 órdenes monotípicos: 
- Orden Psilotales, psilotos.

Psilotáceas (familia Psilotaceae).
- Orden Ophioglossales.

Ofioglosáceas (familia Ophioglossaceae).

### Otras clasificaciones
En otras clasificaciones filogenéticas de cuando no se habían hecho estudios moleculares, debido a la evidente simplificación del esporófito (reducción de las hojas, ausencia de raíces) y al plan de ramificación dicotómico del tallo, tradicionalmente las psilotáceas eran consideradas traqueofitas primitivas emparentadas con Rhynia, eran separadas del resto de los helechos y se les adjudicaba su propia clase, como por ejemplo en el sistema de clasificación de Engler. Su parentesco con las ofioglosáceas, que tienen megafilos conspicuos, quedó oscurecido por mucho tiempo a pesar de compartir caracteres del gametófito (que tradicionalmente se lo consideró más conservado que el esporófito), y la característica simbiosis con hongos. 
Las ofioglosáceas en cambio, en las clasificaciones tradicionales como la de Engler, son consideradas dentro del grupo que reúne a los helechos con megafilos, como un grupo primitivo dentro de éstos, por ser eusporangiadas, de gametófito subterráneo micorrícico, y de prefoliación no circinada. Hoy se sabe que el grupo de los helechos con megafilos es monofilético si se le agregan las Psilotales, se lo conoce con el nombre Pterophyta, Pteropsida o Filicopsida sensu Engler.
En resumen, la clasificación sensu Engler es la siguiente:
- Reino Plantae (polifilético)
  - división Embryophyta asiphonogama (parafilético)
    - subdivisión Pteridophyta (parafilético)
      - clase Psilotopsida sensu Engler, orden Psilotales, familia Psilotaceae (monofilético, equivalente a Psilotaceae sensu Smith et al.).
      - clase Filicopsida (parafilético, sería monofilético si se agregaran Psilotopsidas)
        - subclase Ophioglossidae, orden Ophioglossales, familia Ophioglossaceae (monofilético, equivalente a Ophioglossaceae sensu Smith et al.).

## Caracteres
Los caracteres morfológicos que permiten visualizar su pertenencia al clado en ofioglosáceas y psilotáceas son: Ophioglossaceae tiene raíces simples, sin ramificación, sin pelos radicales, mientras que Psilotaceae directamente no tiene raíces; además los dos grupos tienen gametófitos axiales y en principio subterráneos, esporangios ubicados en la cara adaxial, y desarrollo del esporangio del tipo eusporangiado (grandes, con paredes con 2 células de espesor, con más de 1000 esporas por esporangio), entre otros caracteres.

### Libros
- Judd, W. S. Campbell, C. S. Kellogg, E. A. Stevens, P.F. Donoghue, M. J. 2002. Plant systematics: a phylogenetic approach, Second Edition. Sinauer Axxoc, USA.

### Publicaciones
- Pryer, Kathleen M., Harald Schneider, Alan R. Smith, Raymond Cranfill, Paul G. Wolf, Jeffrey S. Hunt y Sedonia D. Sipes. 2001. "Horsetails and ferns are a monophyletic group and the closest living relatives to seed plants". Nature 409: 618-622 (pdf aquí).

- A. R. Smith, K. M. Pryer, E. Schuettpelz, P. Korall, H. Schneider, P. G. Wolf. 2006. "A classification for extant ferns". Taxon 55(3), 705-731 (pdf aquí)